# 분구문화
분구문화(독일어: Hügelgräberkultur)는 기원전 1600년-기원전 1200년 중기 청동기 시대에 중앙유럽에서 두드러졌던 문화다. 우네티체 문화의 후속문화로, 오늘날의 바이에른과 뷔르템베르크 일대가 문화 중심지였다. 후기 청동기시대의 언필드 문화로 계승된다.
이름에서 시사하듯이 분구문화는 분구묘(흙무덤)에 사람을 매장한 것이 특징적이다. 
분구문화는 전사집단의 문화였으며, 동쪽으로는 카르파티아 분지, 북쪽으로는 폴란드로 진출하여 요새화된 거주지들을 건설했다. 

## 같이 보기
- 언필드 문화
- 북유럽 청동기 시대
- 미케네 문명
- 아펜니네 문화